# 同声合唱
同声合唱（どうせいがっしょう）は、男声または女声のみからなる合唱の形態。男声と女声が一緒に演奏する混声合唱の対義語に当たる。男声のみからなる男声合唱と、女声のみからなる女声合唱に分けられる。児童合唱も女声合唱と声域が同じであるため、同声合唱に分類される。ただし、児童合唱のことを同音異字で童声合唱と呼ばれることもあり、混同される。